# Orlovibairdia angulata
Orlovibairdia angulata is een mosselkreeftjessoort uit de familie van de Bythocyprididae. De wetenschappelijke naam van de soort is voor het eerst geldig gepubliceerd in 1870 door Brady.